# Magyar atlaszok listája
Az alábbi lista megpróbálja összegyűjteni a jelentősebb magyar nyelvű atlaszokat, térképgyűjteményeket a kiadási időpontjuk szerint rendezve.

## Földrajzi atlaszok
- Nagy magyar atlasz, Budapest, 1906
- Képes Vasárnap világatlasza – 100 térképpel, Budapest, é. n. [1920-as évek?]
- Bibliotheca világatlasz, Budapest, é. n. [1940-es évek?]
- Földrajzi atlasz a középiskolák számára, Budapest, Kartográfiai Vállalat, 1955
- Világatlasz, Budapest, Kartográfiai Vállalat, 1959
- Kis világatlasz, Budapest, 1970
- Földrajzi atlasz – Az általános iskolák számára, Budapest, 1972; 1978
- Képes politikai és gazdasági világatlasz, Budapest, 1974
- Zsebatlasz, Budapest, 1977; 1979
- Képes politikai és gazdasági világatlasz, Kartográfiai Vállalat, 1979
- Politikai világtérkép, Budapest, Kartográfiai Vállalat, 1982[1]
- Nagy világatlasz, Budapest, Kartográfiai Vállalat, 1985, 1987[1]
- Földrajzi atlasz – A középiskolák számára, Budapest, 1986
- Első atlaszom – Az általános iskola 4–5. osztálya számára, Budapest, 1989
- Földrajzi világatlasz, Budapest, Kartográfiai Vállalat, 1992[2][3]
- Földrajzi atlasz, Budapest, Cartographia–Westermann, 1994
- Cartographia Világatlasz, Budapest, Cartographia Kft., 1995/96 (több kiadás 2003-ig)
- Földünk térképeken (borítóján: A Föld világatlasz), AGÁT térképészeti Kft.–Nyír-Karta Bt. – Szarvas András, 1999
- Világatlasz és országlexikon, h. n., 2003
- Világatlasz – CD-vel, Szeged, 2004
- Midi Világatlasz – Országlexikonnal, Nyíregyháza, 2004
- Kis Világatlasz – Országlexikonnal, Nyíregyháza, 2004
- Földrajzi világatlasz, Budapest, 2004
- Nagy képes földrajzi világatlasz, Budapest, 2005
- Családi világatlasz, Térkép-Faragó Bt.–Hibernia Nova Kft.–Pannon-Literatura Kft.–Szarvas András–Tóth Könyvkereskedés és Kiadó Kft., 2005
- Földünk térképeken – Világatlasz országlexikonnal, Nyíregyháza, 2005
- Földrajzi és politikai világatlasz, Budapest, 2006
- National Geographic világatlasz – Műholdfelvételekkel, Budapest, 2006
- Nagy képes földrajzi világatlasz, Budapest, 2007

## Történelmi atlaszok
- Történelmi iskolai atlasz, Budapest, é. n. [1910 körül]
- Magyar történelmi atlasz, Budapest, 1933
- Egyetemes történelmi atlasz, Budapest, 1935
- Régi térképek Pest–Budáról és környékéről, Budapest, 1981
- Történelmi atlasz, Budapest, 1974
- Képes történelmi atlasz, Budapest, 1972; 1983
- Történelmi atlasz – A középiskolák számára, Budapest, 1985
- Magyarország régi térképeken, Budapest, 1989
- Társadalom- és művészettörténeti atlasz – A középiskolák számára, Budapest, 1991
- Történelmi világatlasz, Budapest, 1991
- Bibliai történelmi atlasz, Budapest, 1991
- The Times Atlasz – Világtörténelem, Budapest, 1992
- Zsidó történelmi atlasz, Budapest, 1991
- Atlaszok atlasza, Budapest, 1994
- Képes történelmi atlasz, Budapest, 1995
- A megosztott világ történelmi–politikai atlasza 1941–1991, Pécs-Budapest, 1996
- Történelmi világatlasz, Budapest, 1998
- Magyarország Közigazgatási Atlasza 1914. A Magyar Szent Korona országai, Baja, 2000
- Nagy képes történelmi világatlasz, Budapest, 2001
- Híres felfedezések történelmi atlasza, Budapest, 2001
- A történelmi Magyarország atlasza és adattára 1914, Pécs, 2003
- Magyarország első történelmi atlasza, Budapest, 2004
- Magyarország képes történelmi atlasza, Budapest, 2005
- Történelmi atlasz – az őskortól napjainkig, Budapest, 2005
- A régészet világatlasza – A múlt titkai, Budapest, 2007
- A második világháború történelmi atlasza, Kisújszállás, 2008

## Atlasz-sorozatok
- Navigátor Világatlasz, Budapest, 2011